# Centrotoclytus minutus
Centrotoclytus minutus là một loài bọ cánh cứng trong họ Cerambycidae.